# Goudse beeldenroute

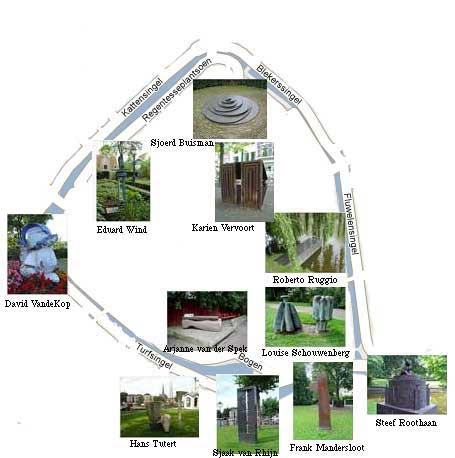
Beeldenroute Gouda

De Goudse beeldenroute is een in de jaren negentig van de 20e eeuw gerealiseerd project voor beeldhouwkunst in de binnenstad van Gouda.
Bij het overlijden van mevrouw James-van der Hoop, de echtgenote van de vroegere burgemeester van Gouda Karel Frederik Otto James, kreeg de gemeente Gouda in 1988 een legaat van haar, dat uitdrukkelijk bestemd was voor de plaatsing van moderne beeldhouwkunst in de stad. Gouda zag de kans om met deze middelen de zogenaamde Goudse beeldenroute te realiseren. Elf beeldende kunstenaars werden aangezocht om een werk te maken, dat geplaatst zou worden aan een route langs de vier singels van Gouda: de Turfsingel, de Kattensingel, de Blekerssingel en de Fluwelensingel. Het eerste beeld in deze serie was Vanitas van David van de Kop in 1990 en het laatste beeld was een sculpture van Frank Mandersloot in 1996.

## Kunstenaars en sculptures(naar jaar van plaatsing)
- David van de Kop - Vanitas (1990) - Turfsingel
- Sjoerd Buisman - Phyllotaxis (1991) - Korte Vest
- Steef Roothaan - Kat (1991) - Fluwelensingel
- Roberto Ruggiu - Zonder titel (1991) - Houtmansplantsoen
- Louise Schouwenberg - Vita (1991) - Houtmansplantsoen
- Karien Vervoort - Zonder titel (1991) - Houtmanspad (later verplaatst naar de Nieuwe Markt)
- Eduard Wind - Le coeur à ses raisons que la raison ne connait pas (1991) - Hof van Jansenius
- Sjaak van Rhijn - Locks[1] (1992) - Mallegatsluis
- Arjanne van der Spek - Zonder titel (1993) - Houtenstraat/Vest
- Hans Tutert - Een laatste confrontatie (1993) - Mallegatsluis
- Frank Mandersloot - Zonder titel (1996) - Houtmansplantsoen

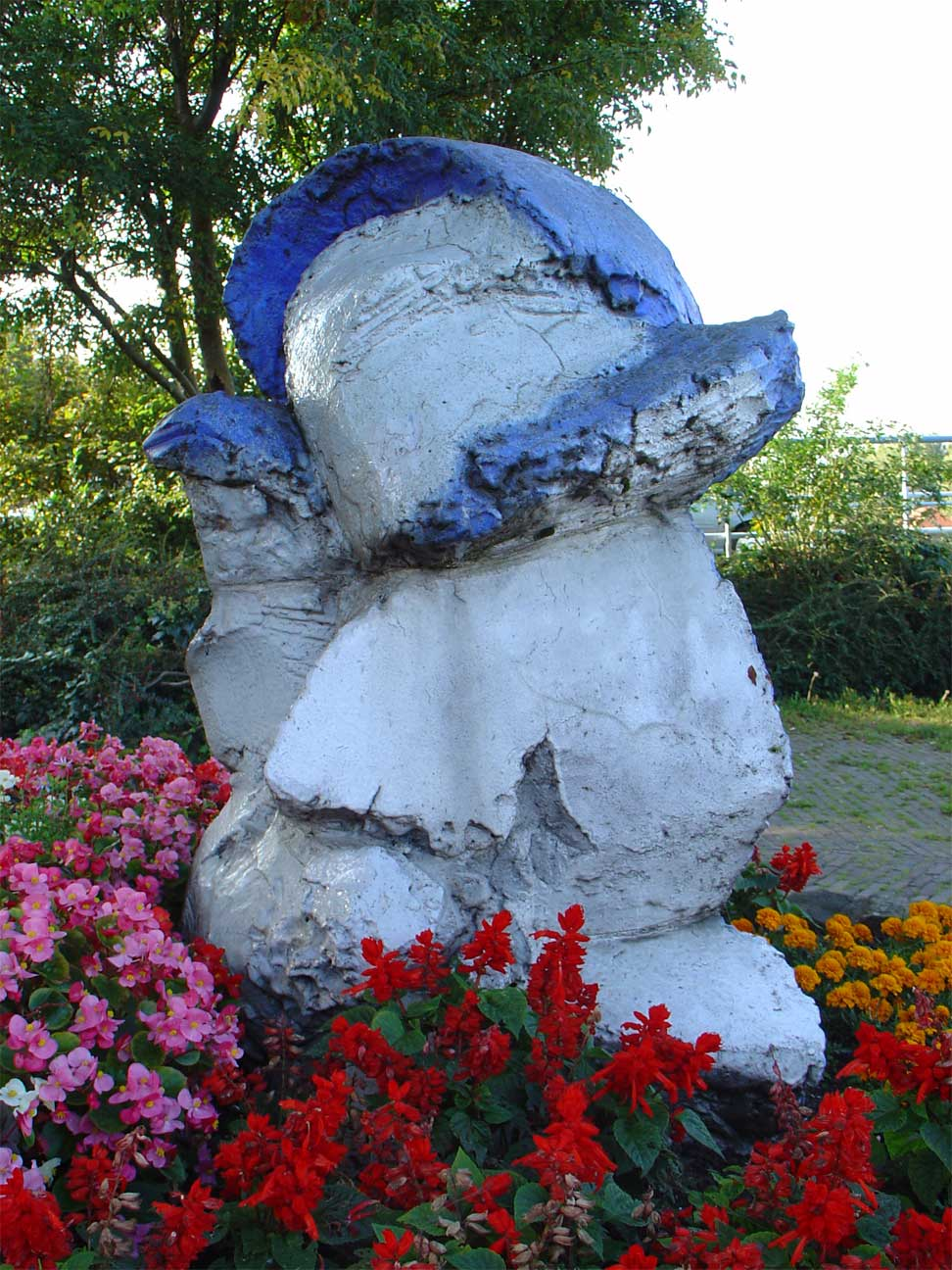
Vanitas - David van de Kop
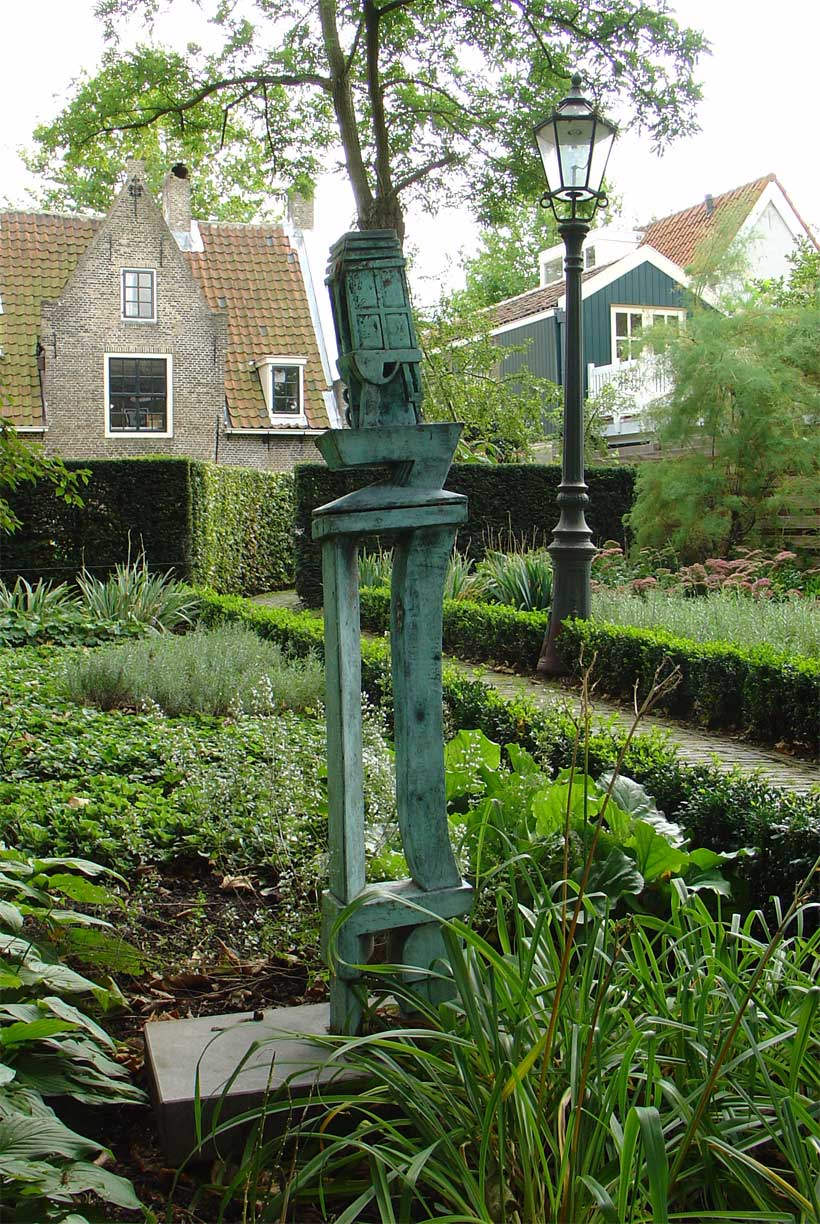
Le coeur etc. - Eduard Wind
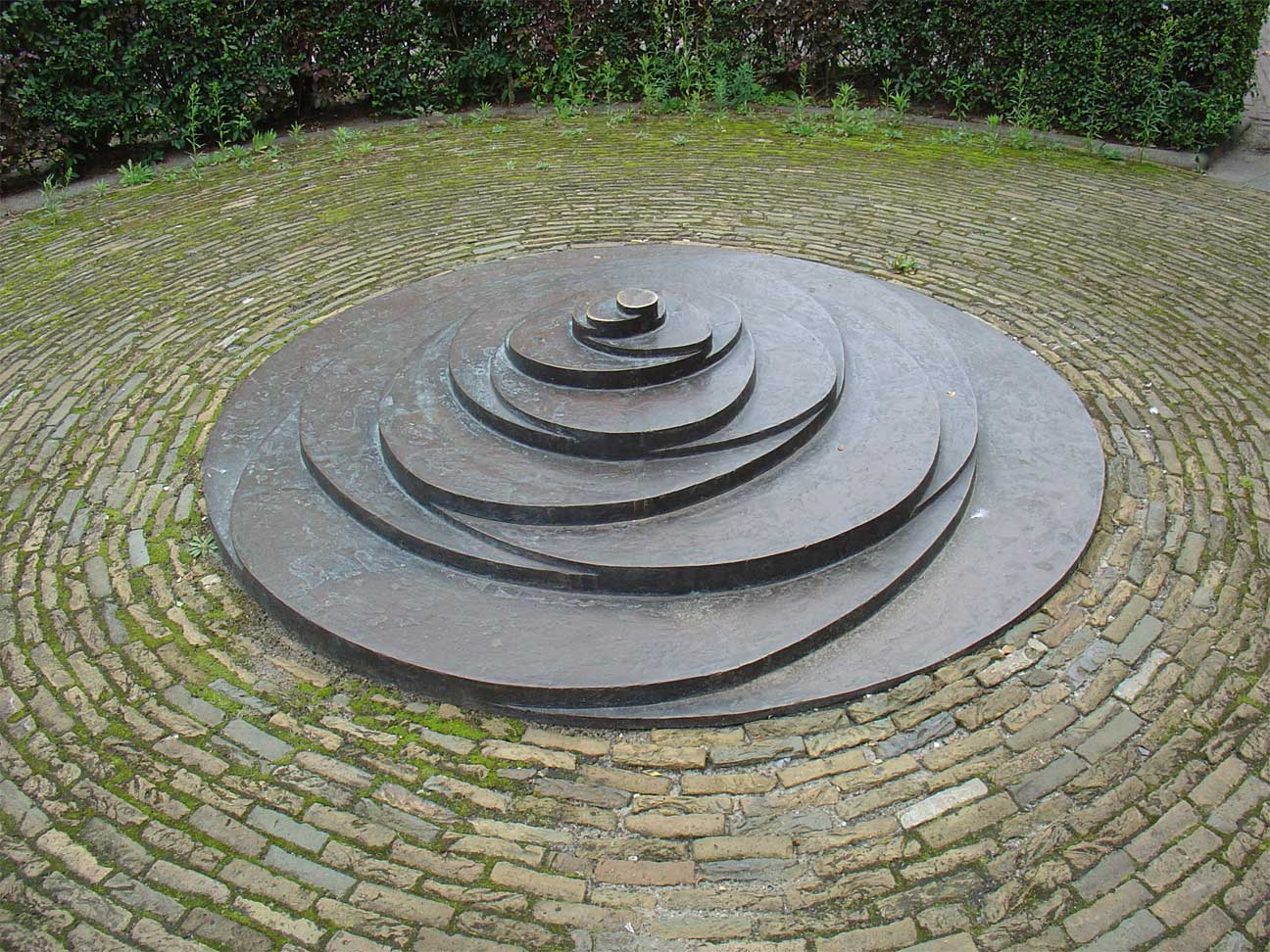
Phyllotaxis - Sjoerd Buisman
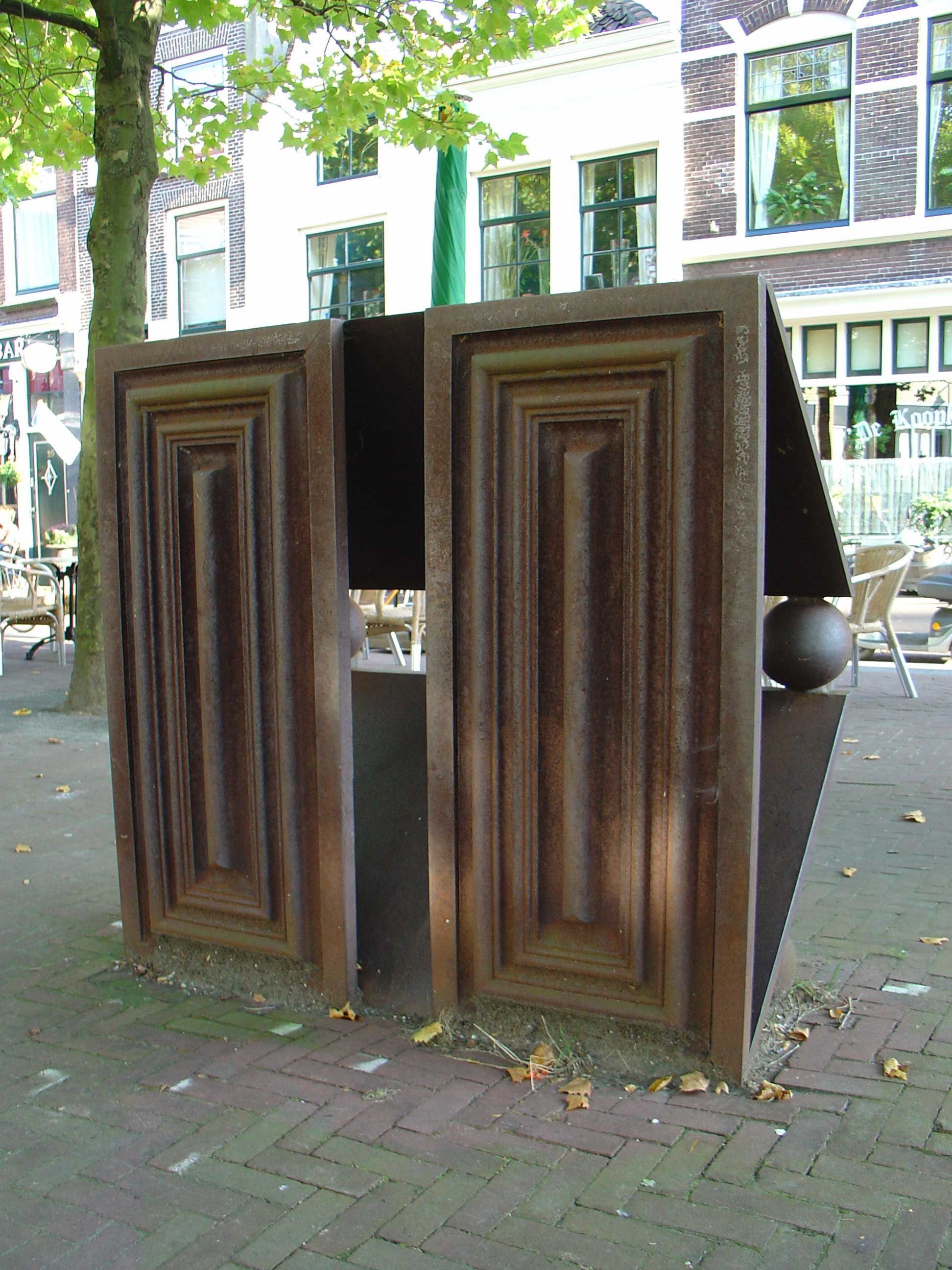
Zonder titel - Karien Vervoort
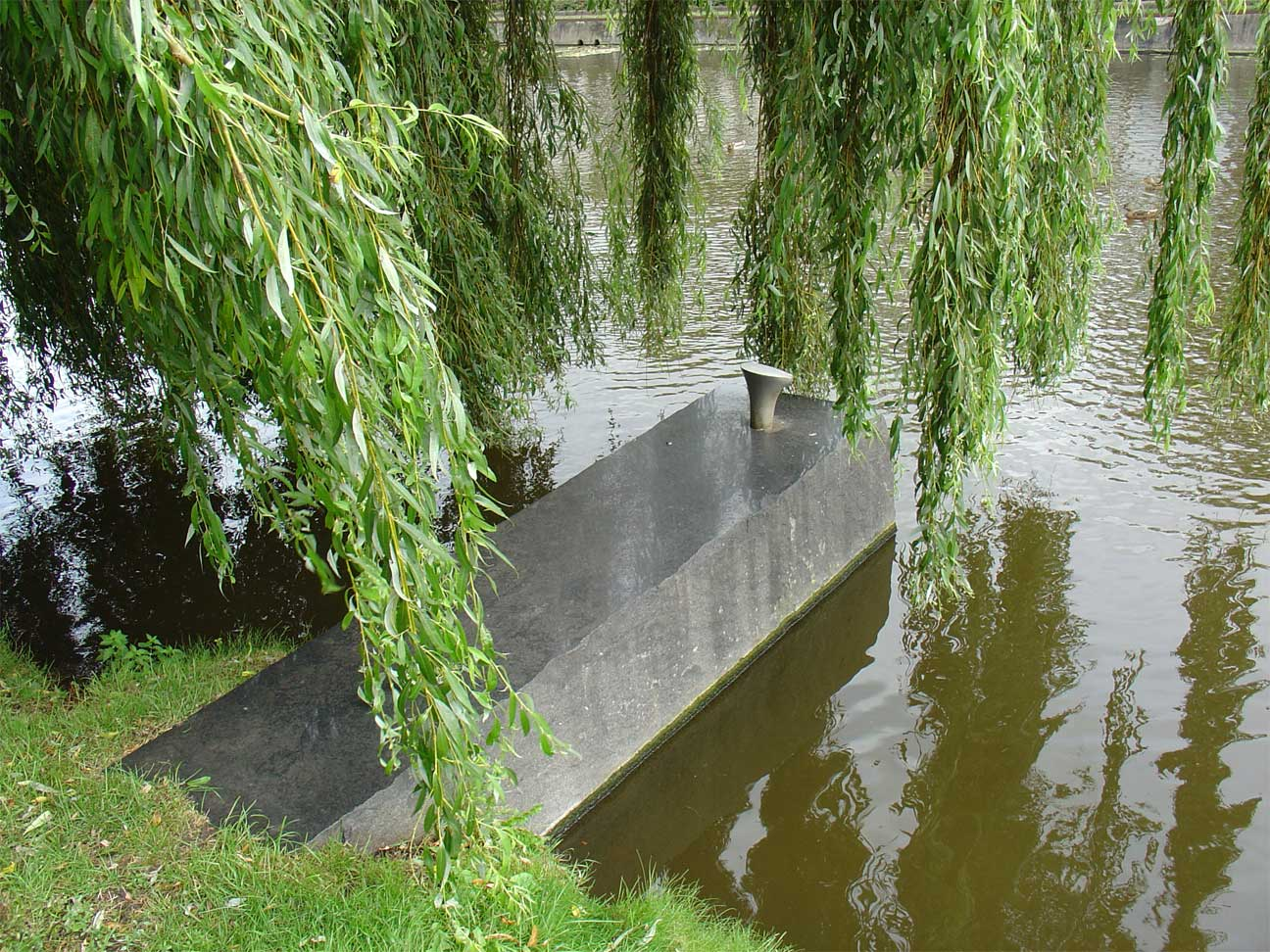
Zonder titel - Roberto Ruggiu
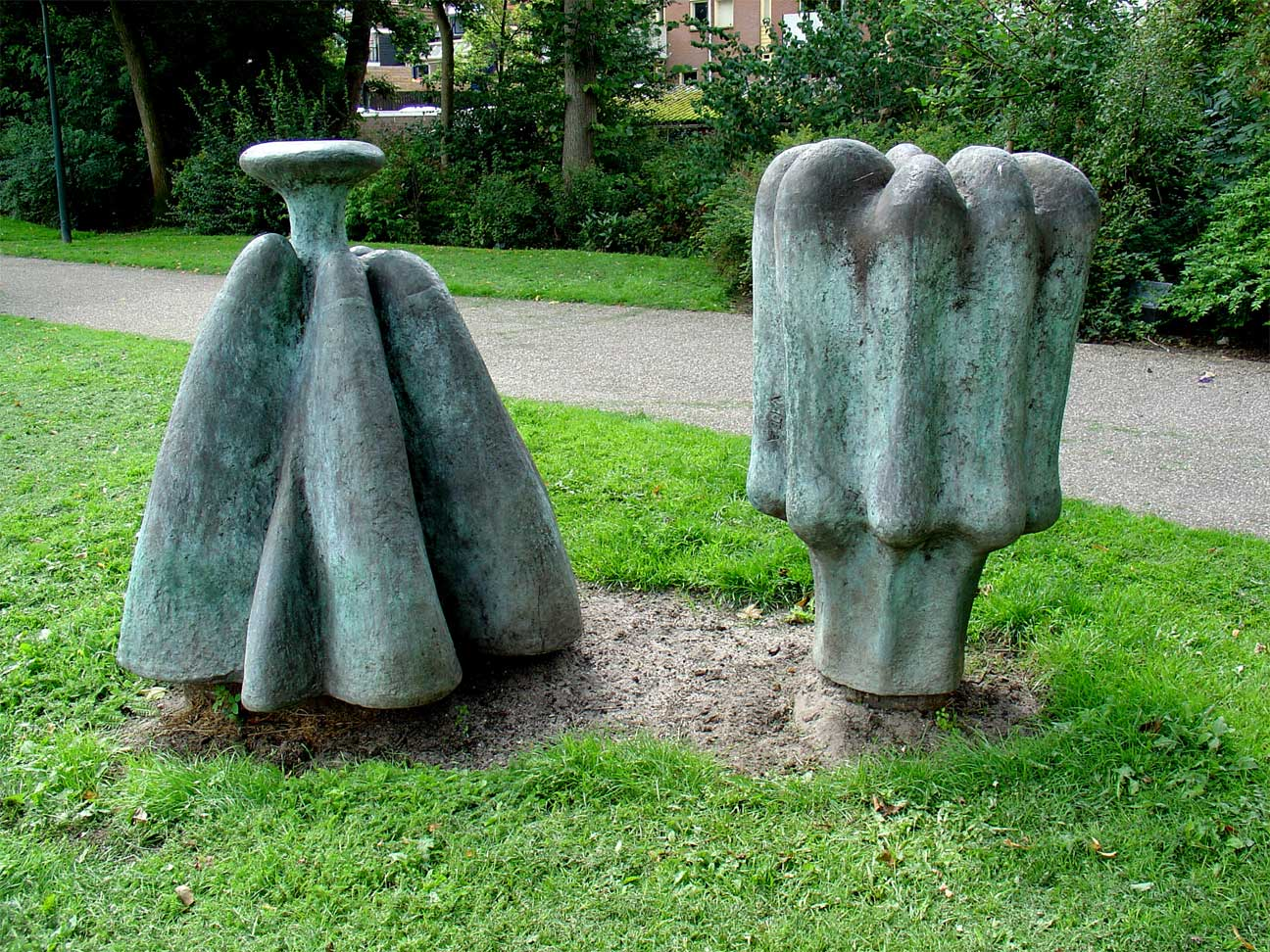
Vita - Louise Schouwenberg
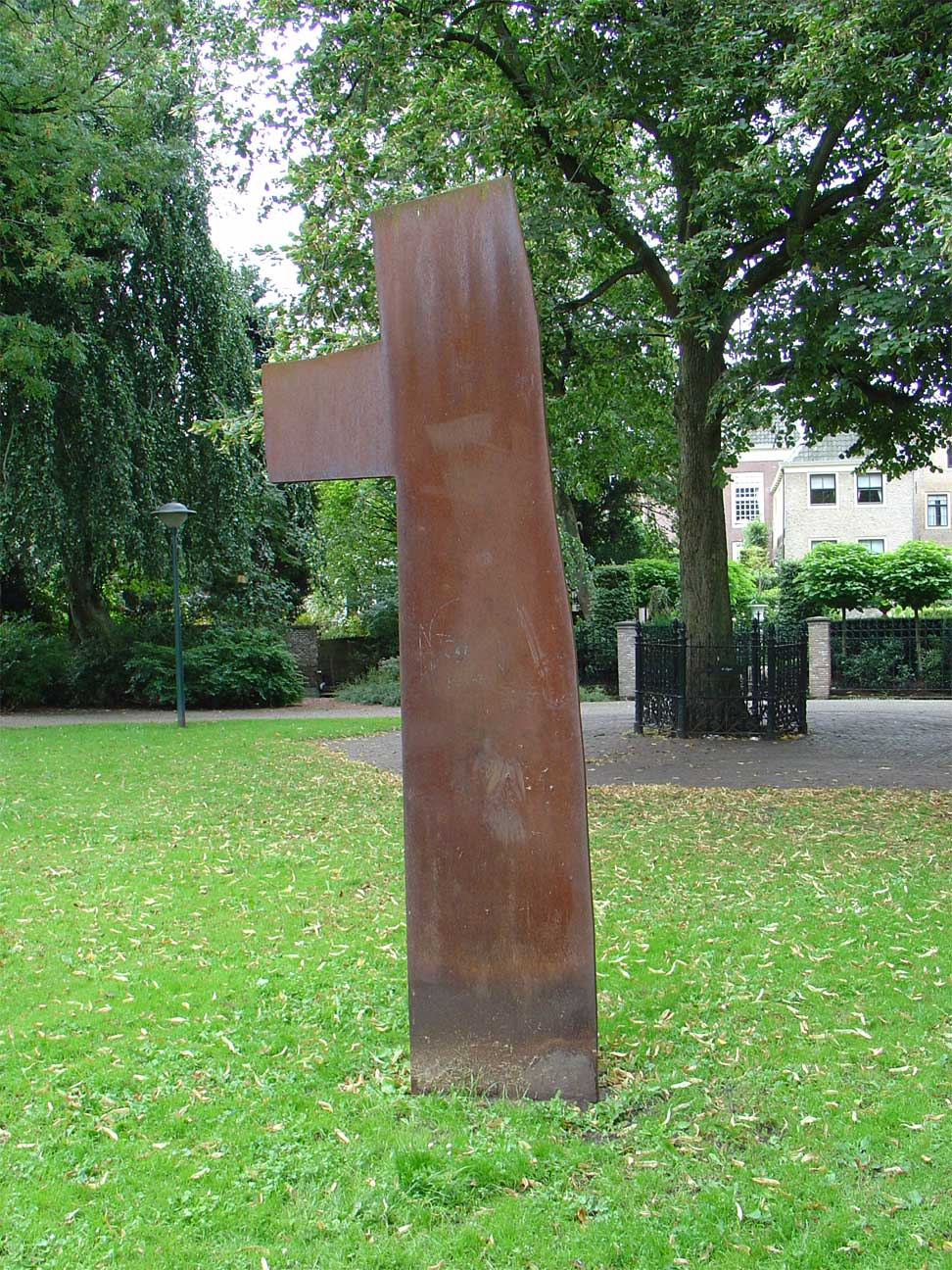
Zonder titel - Frank Mandersloot
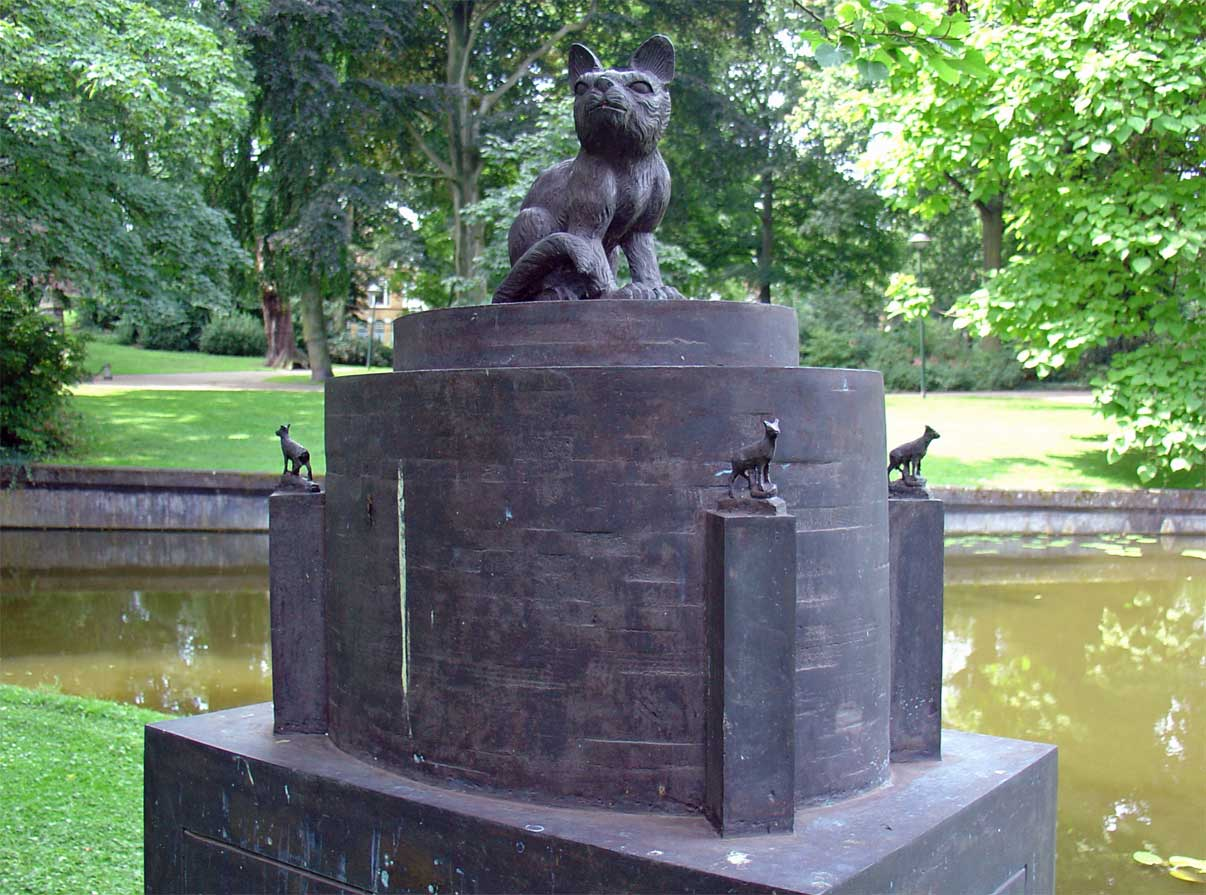
Kat - Steef Roothaan
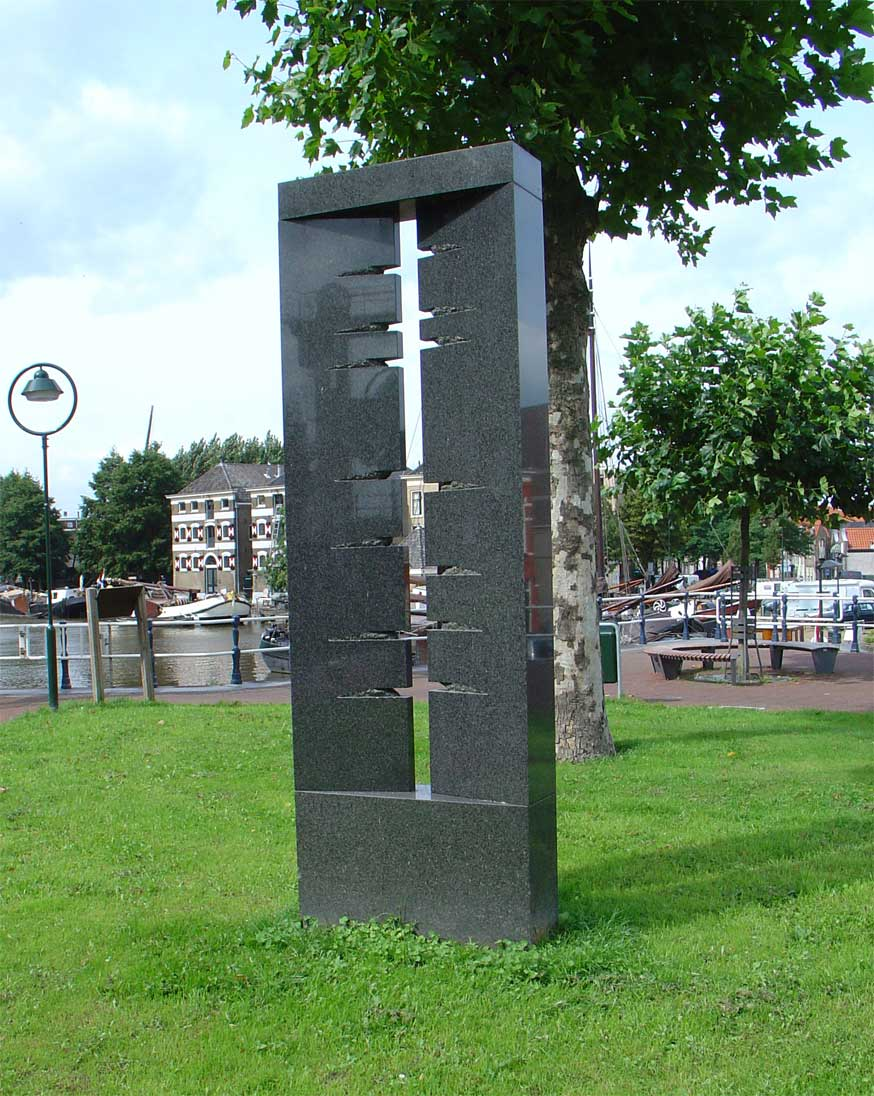
Locks - Sjaak van Rhijn
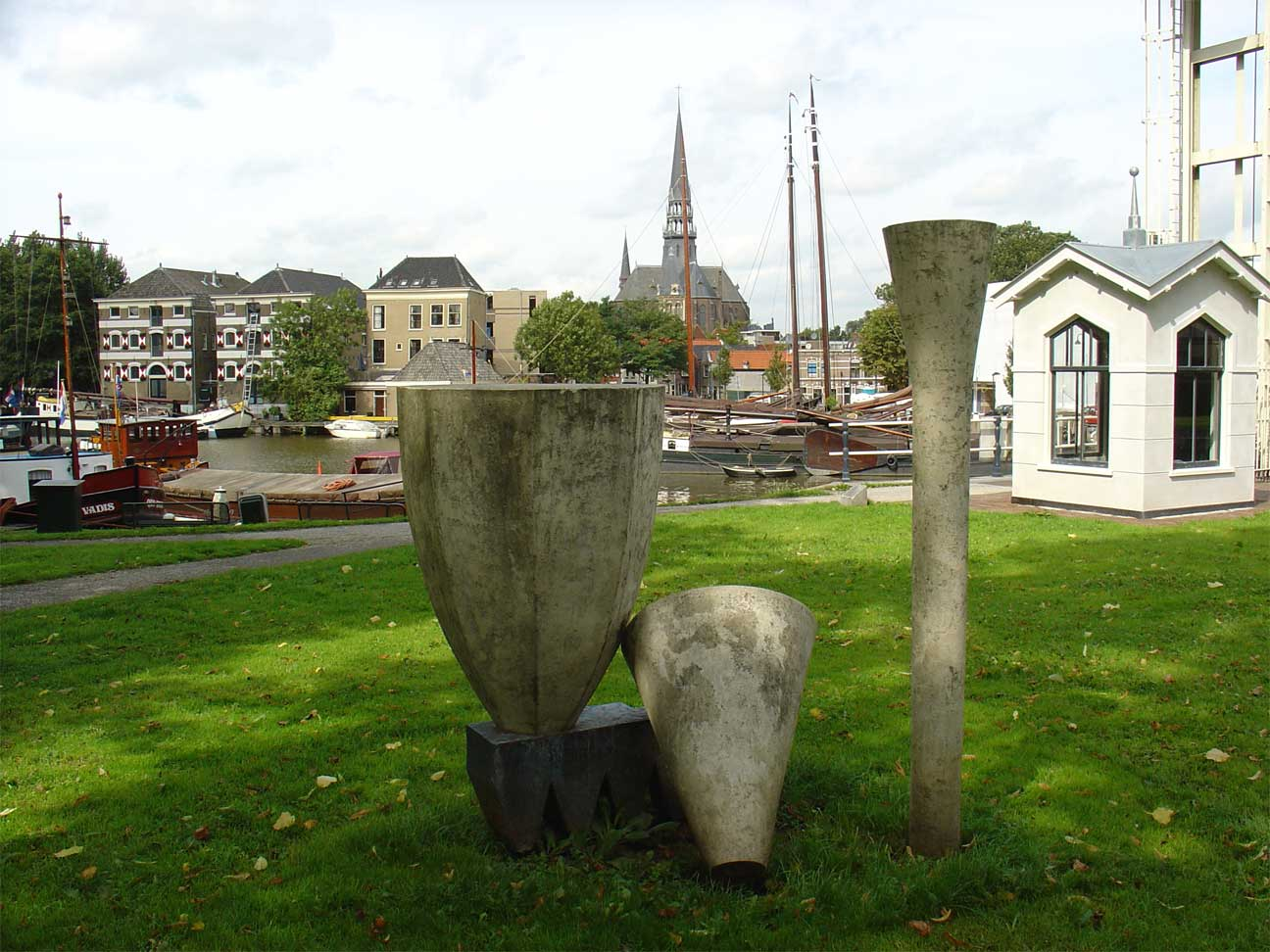
Een laatste confrontatie - Hans Tutert
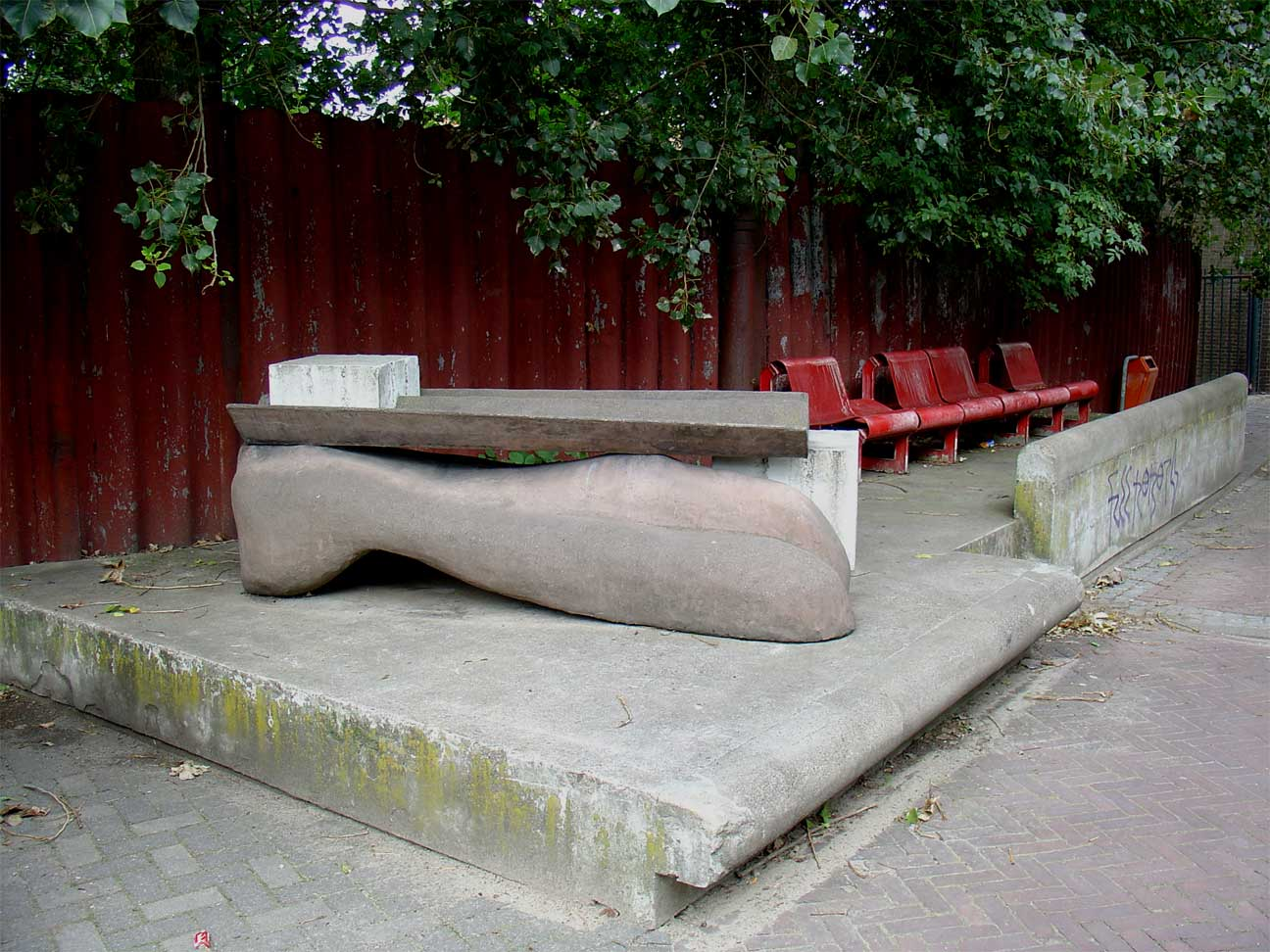
Zonder titel - Arjanne van der Spek